# Howard Davis
Howard Davis   (27 d'abril de 1967) és un atleta jamaicà, ja retirat, especialista en els 400 metres llisos, que va competir durant les dècades de 1980 i 1990.
El 1988 va prendre part en els Jocs Olímpics d'Estiu de Seül, on va disputar dues proves del programa d'atletisme. Guanyà la medalla de plata en els 4x400 metres, formant equip amb Devon Morris, Winthrop Graham i Bertland Cameron. En els 400 metres quedà eliminat en semifinals. Quatre anys més tard, als Jocs de Barcelona, va disputar, sense sort, la cursa dels 4x400 metres.
En el seu palmarès també destaquen dues medalles a les Universíades, una d'or i una de plata en els 4x400 metres, el 1989 i 1991 respectivament, així com el campionat nacional dels 400 metres de 1989.

## Millors marques
- 200 metres llisos. 20.78" (1987)
- 400 metres llisos. 45.21" (1989)[1][3]